# Et problem om plads
Et problem om plads er en dansk dokumentarfilm fra 1991 instrueret af Ole Würtz.

## Handling
Den finske forfatter Märta Tikkanen holdt medio april et seminar på Ringgården i Middelfart. Vi fik hende til at læse nogle af sine digte fra bogen Århundredets Kærlighedseventyr og interviewede hende om grundene til, at hun skrev en så bitter bog.